# Sai van Wermeskerken
Sai van Wermeskerken (Maastricht, 28 juni 1994) is een Japans-Nederlands profvoetballer die als verdediger speelt. Hij maakte in januari 2024 de overstap van N.E.C. naar Kawasaki Frontale.

## Carrière

### FC Dordrecht
Van Wermeskerken werd geboren in Nederland en groeide op in Japan. In 2013 werd hij na een stage opgenomen in de jeugd van FC Dordrecht. Hiervoor debuteerde hij op 10 mei 2015 in het eerste elftal. Hij speelde als basisspeler een wedstrijd in de Eredivisie, tegen FC Twente. Hij degradeerde dat seizoen naar de Eerste divisie. Het seizoen erop speelde hij 31 wedstrijden en was hij een vaste waarde bij Dordrecht. Hij scoorde op 27 november 2015 in de 4-1 overwinning op Jong PSV zijn eerste doelpunt in zijn profcarrière. Ook het seizoen erop kwam hij tot 31 wedstrijden. In zijn vierde jaar bij Dordrecht, speelde hij nog één wedstrijd, zijn 67'ste wedstrijd voor Dordrecht, alvorens hij vertrok. Hij pakte die wedstrijd een rode kaart in blessuretijd.

### SC Cambuur
In 2019 stapte hij over van Dordrecht naar SC Cambuur. Daar moest hij de eerste wedstrijd nog een schorsing uitzitten vanwege zijn rode kaart namens Dordrecht. Op 3 september 2017 maakte hij zijn debuut voor de club in een 1-0 overwinning op FC Volendam. Dat jaar werd Cambuur achtste en bereikte het de play-offs om promotie, maar in de eerste ronde was Dordrecht, de vorige club van Van Wermeskerken te sterk voor ze. Hijzelf kwam dat seizoen 34 wedstrijden. Het seizoen erop miste hij geen enkele van de 45 wedstrijden die Cambuur in alle competities speelde. Op 12 april 2019 scoorde hij zijn eerste goal voor Cambuur in de 4-1 overwinning op Jong FC Utrecht. In de halve finale van de play-offs werd Cambuur uitgeschakeld door De Graafschap.

### PEC Zwolle
In de zomer van 2019 verruilde Van Wermeskerken SC Cambuur transfervrij voor PEC Zwolle. Daarvoor maakte hij op 11 augustus 2019 tegen FC Utrecht zijn debuut. Dat was bovendien zijn tweede Eredivisiewedstrijd, na zijn debuut ruim vier jaar daarvoor. Op 15 september leverde hij twee assists in de 6-2 overwinning op RKC Waalwijk. In zijn tweede seizoen bij PEC Zwolle speelde hij alles, tot hij begin februari 2021 geblesseerd raakte aan zijn knie en de rest van het seizoen moest toekijken. Op 22 januari 2022, bijna een jaar na zijn blessure, maakte hij Sc Heerenveen zijn rentree. Hij speelde dat seizoen zeven wedstrijd en dat bracht zijn eindtotaal voor PEC op 51 wedstrijden in drie seizoenen.

### Opnieuw Cambuur
Na drie seizoenen keerde hij terug bij zijn oude club SC Cambuur. Hij ondertekende een eenjarig contract. Met Cambuur degradeerde hij in 2023 uit de Eredivisie. Hij speelde 25 wedstrijden dat seizoen en scoorde één keer. Zijn contract liep af en hij vond lange tijd geen club

### N.E.C.
Op 27 oktober 2023 bood N.E.C. Van Wermeskerken een contract aan voor één seizoen. Dit omdat rechtsback Brayann Pereira er in ieder geval tot de winterstop uit zou liggen met een blessure. Nog geen week later maakte Van Wermeskerken in de met 5-3 gewonnen bekerwedstrijd tegen Roda JC Kerkrade zijn debuut voor N.E.C. Op 17 januari scoorde hij in de bekerwedstrijd tegen Go Ahead Eagles een schitterende volley met zijn zwakke linkerbeen, waarmee hij de wedstrijd in het voordeel van N.E.C. besliste. Nog geen later kondigde hij zijn vertrek aan bij N.E.C., waar hij zich na zes wedstrijden toch in de harten van de supporters had gesloten.

### Kawasaki Frontale
Van Wermeskerken had bij N.E.C. namelijk een clausule in zijn contract staan, dat hij in de winter mocht vertrekken wanneer zich een Japanse club aanbood. Opgegroeid in Japan, was het namelijk zijn droom om nog eens in de J1 League te spelen. Die droom kon verwezenlijkt worden toen in de winter van 2024 Kawasaki Frontale zich meldde bij N.E.C. Daar tekende hij een contract voor één jaar. Hij ging spelen met rugnummer 55. Hij debuteerde op 13 februari voor de club als invaller in blessuretijd voor Asahi Sasaki in de met 2-3 gewonnen uitwedstrijd om de AFC Champions League bij het Chinese Shandong Taishan. Op 17 februari maakte hij het enige doelpunt in de wedstrijd om de Japanse Supercup tegen Vissel Kobe.

### Carrièrestatistieken
| Seizoen                        | Club              | Competitie      | Competitie | Competitie | Beker | Beker | Internationaal | Internationaal | Overig | Overig | Totaal | Totaal |
| Seizoen                        | Club              | Competitie      | Wed.       | Dlp.       | Wed.  | Dlp.  | Wed.           | Dlp.           | Wed.   | Dlp.   | Wed.   | Dlp.   |
| ------------------------------ | ----------------- | --------------- | ---------- | ---------- | ----- | ----- | -------------- | -------------- | ------ | ------ | ------ | ------ |
| 2014/15                        | FC Dordrecht      | Eredivisie      | 1          | 0          | 0     | 0     | 0              | 0              | 0      | 0      | 1      | 0      |
| 2015/16                        | FC Dordrecht      | Eerste divisie  | 31         | 1          | 2     | 0     | 0              | 0              | 0      | 0      | 33     | 1      |
| 2016/17                        | FC Dordrecht      | Eerste divisie  | 31         | 0          | 1     | 0     | 0              | 0              | 0      | 0      | 32     | 0      |
| 2017/18                        | FC Dordrecht      | Eerste divisie  | 1          | 0          | 0     | 0     | 0              | 0              | 0      | 0      | 1      | 0      |
| 2017/18                        | SC Cambuur        | Eerste divisie  | 28         | 0          | 3     | 0     | 0              | 0              | 2      | 0      | 33     | 0      |
| 2018/19                        | SC Cambuur        | Eerste divisie  | 38         | 1          | 3     | 1     | 0              | 0              | 4      | 0      | 45     | 2      |
| 2019/20                        | PEC Zwolle        | Eredivisie      | 18         | 0          | 2     | 0     | 0              | 0              | 0      | 0      | 20     | 0      |
| 2020/21                        | PEC Zwolle        | Eredivisie      | 22         | 0          | 1     | 0     | 0              | 0              | 0      | 0      | 23     | 0      |
| 2021/22                        | PEC Zwolle        | Eredivisie      | 7          | 0          | 1     | 0     | 0              | 0              | 0      | 0      | 8      | 0      |
| 2022/23                        | SC Cambuur        | Eredivisie      | 24         | 1          | 1     | 0     | 0              | 0              | 0      | 0      | 25     | 1      |
| 2023/24                        | N.E.C.            | Eredivisie      | 3          | 0          | 3     | 1     | 0              | 0              | 0      | 0      | 6      | 1      |
| 2024                           | Kawasaki Frontale | J1 League       | 0          | 0          | 0     | 0     | 1              | 0              | 1      | 1      | 2      | 1      |
| Carrière totaal                | Carrière totaal   | Carrière totaal | 204        | 3          | 17    | 2     | 1              | 0              | 7      | 1      | 229    | 6      |
| Bijgewerkt op 17 februari 2024 |                   |                 |            |            |       |       |                |                |        |        |        |        |

## Internationaal
In 2016 nam hij met het Japans voetbalelftal onder 23 deel aan het Toulon Espoirs-toernooi.